# Subeda
Subeda (nep. सुवेडा) – gaun wikas samiti w zachodniej części Nepalu w strefie Seti w dystrykcie Bajhang. Według nepalskiego spisu powszechnego z 2011 roku liczył on 812 gospodarstw domowych i 4386 mieszkańców (2352 kobiety i 2034 mężczyzn).